# Аддівілл (Іллінойс)
Аддівілл (англ. Addieville) — селище (англ. village) в США, в окрузі Вашингтон штату Іллінойс. Населення — 259 осіб (2020).

## Географія
Аддівілл розташований за координатами 38°23′29″ пн. ш. 89°29′12″ зх. д. / 38.39139° пн. ш. 89.48667° зх. д. (38.391286, -89.486764).  За даними Бюро перепису населення США в 2010 році селище мало площу 2,73 км², уся площа — суходіл.

## Демографія
Згідно з переписом 2010 року, у селищі мешкали 252 особи в 98 домогосподарствах у складі 70 родин. Густота населення становила 92 особи/км².  Було 111 помешкання (41/км²).
Расовий склад населення:
| - 100,0 % — білих |

До двох чи більше рас належало 0,0 %. Частка іспаномовних становила 0,0 % від усіх жителів.
За віковим діапазоном населення розподілялося таким чином: 27,8 % — особи молодші 18 років, 59,9 % — особи у віці 18—64 років, 12,3 % — особи у віці 65 років та старші. Медіана віку мешканця становила 36,7 року. На 100 осіб жіночої статі у селищі припадало 96,9 чоловіків;  на 100 жінок у віці від 18 років та старших — 100,0 чоловіків також старших 18 років.
Середній дохід на одне домашнє господарство  становив 72 113 долари США (медіана — 69 375), а середній дохід на одну сім'ю — 74 952 долари (медіана — 73 375). Медіана доходів становила 61 406 доларів для чоловіків та 29 271 долар для жінок. За межею бідності перебувало 5,5 % осіб, у тому числі 7,7 % дітей у віці до 18 років та 0,0 % осіб у віці 65 років та старших.
Цивільне працевлаштоване населення становило 177 осіб. Основні галузі зайнятості: освіта, охорона здоров'я та соціальна допомога — 20,9 %, роздрібна торгівля — 17,5 %, виробництво — 14,1 %, будівництво — 11,3 %.